# Nannodynerus binominatus
Nannodynerus binominatus är en stekelart som beskrevs av Blüthgen 1939. Nannodynerus binominatus ingår i släktet Nannodynerus och familjen Eumenidae. Inga underarter finns listade i Catalogue of Life.